# Alange
Alange là một đô thị ở tỉnh Badajoz, Extremadura, Tây Ban Nha. Theo điều tra dân số năm 2005 của INE), đô thị này có dân số 2018 người, mật độ dân số 12,68 người/km². Alange có nằm ở độ cao 323 trên mực nước biển, diện tích là 160,3 km². 